# Kuusijärvi (sjö i Finland, Lappland, lat 66,72, long 24,27)
Kuusijärvi är en sjö i Finland. Den ligger i kommunen Pello i landskapet Lappland, i den norra delen av landet, 700 km norr om huvudstaden Helsingfors. Kuusijärvi ligger 150,6 meter över havet. Den är 4,8 meter djup. Arean är 59,7 hektar och strandlinjen är 5,68 kilometer lång. Sjön  ingår i Torne älvs huvudavrinningsområde. 